# Mariana Rodríguez Mier y Terán
Mariana Rodríguez Mier y Terán es una política mexicana, miembro del Partido Revolucionario Institucional. Es diputada federal para el periodo de 2018 a 2021.

## Reseña biográfica
Mariana Rodríguez es licenciada en Derecho egresada de la Universidad Iberoamericana, tiene una maestría en Derecho Internacional por la Universidad de Georgetown y una en Derechos Humanos por la Universidad Iberoamericana, además de varios diplomados. Es hija de Manuel Rodríguez Morales, quien fungió como secretario de Obras Públicas de Tamaulipas en el gobierno de Egidio Torre Cantú.
Ocupó el cargo de directora jurídica del DIF en el estado de Nuevo León de 2004 a 2006, coordinadora del Instituto de Investigaciones Parlamentarias del Congreso de Tamaulipas de 2006 a 2011, subsecretaria de Derechos Humanos de la Secretaría General de Gobierno de Tamaulipas en la administración de Egidio Torre Cantú de 2011 a 2015 y magistrada de la cuarta sala penal del Supremo Tribunal de Justicia de Tamaulipas de 2015 a 2018.
En 2018 fue elegida diputada federal por la vía plurinominal a la LXIV Legislatura que concluirá en 2021 y en la que se desempeña como secretaria de la comisión de Justicia; e integrante de la comisión de Asuntos Migratorios; y de la comisión de Marina.
Entre el 1 de abril y el 2 de junio de 2024 se desempeñó como alcaldesa interina de Álvaro Obregón en la Ciudad de México. 